# Condição bancária
Condição Bancária é uma variável aleatória usada para representar a probabilidade de quebra de um banco. A verdadeira probabilidade de quebra é desconhecida aos depositantes, bem como reguladores. 
Mesmo os próprios gestores bancários que gerem o portfólio de ativos de risco podem não ter uma informação rigorosa acerca da probabilidade de quebra.
Observe que a estimativa dos gestores bancários é o mais próximo à verdadeira probabilidade de quebra e, em seguida, vem a avaliação dos reguladores bancários e, finalmente, com os investidores. 